# 아오야마 영원

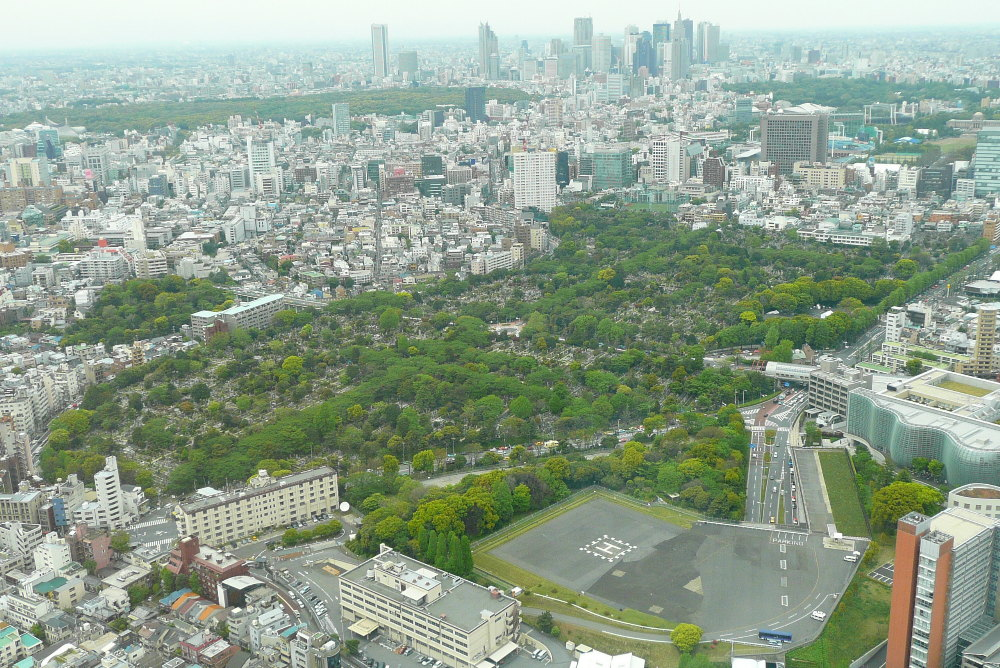
아오야마 영원 전경

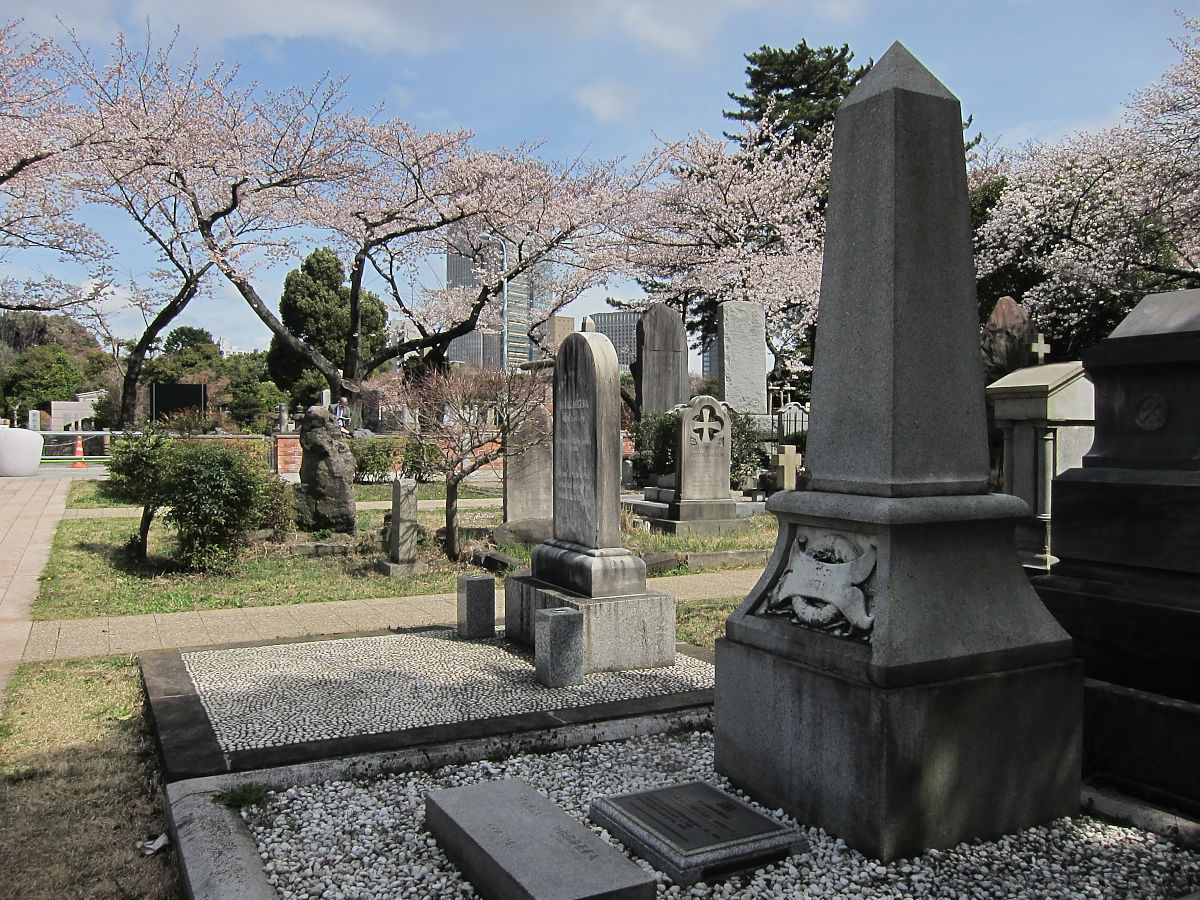
아오야마 영원의 외인묘지

아오야마 영원(일본어: 青山霊園 아오야마레이엔[*])은 일본 도쿄도 미나토구에 있는 도립 공원 묘지이다. 1872년(메이지 5년)에 조성된 일본 최초의 공영 묘지이다. 일본 저명 인사들의 묘가 많이 위치해 있으며, 벚꽃 명소로도 유명한 곳이다. 조선의 대표적 개화파 김옥균이 1894년에 상하이에서 암살된 후에 유발과 의복의 일부를 가져와 이 곳에 매장하여 현재 무덤과 묘비가 위치해 있다. 일본의 군인 미우라 고로의 묘소가 있다.

## 같이 보기
- 야나카 령원